# 森田光則
森田 光則（もりた みつのり、1949年7月20日 - ）は、日本の演出家、テレビプロデューサー。東京都出身。株式会社オスカープロモーション芸音本部ドラマプロデューサー。元職は株式会社ドリマックス・テレビジョンエグゼクティブプロデューサー。他に株式会社クリエーターズ取締役、株式会社アートファイブ代表取締役副社長、財団法人全日本テレビ番組製作社連盟2007年放送文化基金賞審査委員長を務める。成蹊大学卒。

## 略歴
- 1971年、木下恵介プロダクション（現ドリマックス・テレビジョン）に入社。演出部に所属し、数本のテレビドラマで助監督を務める。
- 1974年、『華やかな荒野』でテレビドラマ初演出。

## フィルモグラフィ

### テレビドラマ
- 華やかな荒野（1974年、TBS） 演出
- 逢いたくて（1980年、TBS） 演出
- 微笑天使（1981年、TBS） 演出
- ぼくらの時代（1981年、TBS） 演出
- いつか黄昏の街で（1981年、MBS） 演出
- 誰かが私を愛してる（1983年、MBS） 演出
- 霧の神話 新妻に隠された危険な秘密（1983年、TBS） プロデューサー
- 外科医 城戸修平（1983年、TBS） 演出
- スイートホーム殺人事件（1983年、TBS） 演出
- さよならを教えて（1983年、MBS） 演出
- 中卒・東大一直線 もう高校はいらない!（1984年、TBS） 演出
- 団地日記 PARTI（1985年、TBS） 演出
- 王貞治の母（1985年、TBS） 演出
- 吸血鬼はお年ごろ〜永すぎた春（1985年、フジテレビ） 演出
- OH!わが友よ（1985年、TBS） 演出
- 熱血女先生! まるでセンチな乙女のように（1986年、フジテレビ） 演出
- 早春物語（1986年、TBS） 演出・プロデューサー
- 水曜日の恋人たち（1986年、TBS） 演出
- 西田敏行の泣いてたまるか（1986年、TBS） 演出
- 男たちによろしく（1987年、TBS） 演出
- すてきな三角関係 壁際族に花束を（1987年、TBS） 演出・プロデューサー
- 誘惑（1987年、TBS） 演出
- 赤ちゃんに乾杯!（1987年、TBS） 演出・プロデューサー
- 別れてもダメな人（1988年、ABC） 演出
- 隣りの未亡人とおかしな二人（1988年、テレビ朝日） 演出
- ロマンチック街道 恋に落ちて（1988年、TBS） 演出・プロデューサー
- 毎日が日曜日（1989年、テレビ朝日） 演出
- 雨よりも優しく（1989年、TBS） 演出
- 私、オトナになります（1989年、TBS） 演出
- ヒラナリ君ナリヒラ君（1989年、TBS） 演出
- ホテル物語・夏!（1989年、TBS） 演出・プロデューサー
- Y殺人事件 湯けむりスキーと女子大生!?（1990年、TBS） 演出
- 都会の森（1990年、TBS） 演出・プロデューサー
- 年末年始ザ・ホスピタル 生命を支える男女（1990年、TBS） プロデューサー
- Hは謎のイニシアル 女子短大生の愛のゆくえ－H殺人事件－（1991年、TBS） 監督
- 熱血!新入社員宣言（1991年、TBS） 演出・プロデューサー
- 女事件記者立花圭子（1992年、テレビ朝日） 演出
- 学校があぶない（1992年、TBS） 演出
- 木曜日の食卓（1992年、TBS） 演出
- いちご白書（1993年、テレビ朝日） 演出・プロデューサー
- 憎しみに微笑んで（1993年、TBS） プロデューサー
- クニさんちの魔女たち（1994年、テレビ朝日） 演出・プロデューサー
- 夢見る頃を過ぎても（1994年、TBS） 演出・プロデューサー
- 金曜日の離婚したい妻たちへ（1995年、TBS） 演出
- ひと夏のラブレター（1995年、TBS） 演出・プロデューサー
- 変[HEN] 鈴木くんと佐藤くん（1996年、テレビ朝日） 演出・プロデューサー
- ひと夏のプロポーズ（1996年、TBS） 演出・プロデューサー
- イタズラなKiss（1996年、テレビ朝日） 演出・プロデューサー
- 最高の食卓（1997年、テレビ朝日） 演出・プロデューサー
- ベストパートナー（1997年、TBS） 演出・プロデューサー
- 七人のOLソムリエ（1998年、TBS） プロデューサー
- サラリーマン金太郎（1999年、TBS） 演出・プロデューサー
- ザ・ドクター（1999年、TBS） 演出・プロデューサー
- ベストフレンド（1999年、テレビ朝日） 演出・プロデューサー
- 金曜日の恋人たちへ（2000年、TBS） 演出・プロデューサー
- サラリーマン金太郎2（2000年、TBS） 演出・プロデューサー
- ビッグウイング（2001年、TBS） 演出・プロデューサー
- ネバーランド（2001年、TBS） 演出・プロデューサー
- サラリーマン金太郎3（2002年、TBS） 演出・プロデューサー
- 刑事☆イチロー（2003年、TBS） 演出・プロデューサー
- サラリーマン金太郎4（2004年、TBS） 演出・プロデューサー
- 江戸前鮨職人きららの仕事（2005年、TBS） 演出・プロデューサー
- 気象予報士・大沢富士子の事件ファイル（2007年、フジテレビ） 演出
- 瀬戸内少年野球団（2016年、テレビ朝日） プロデューサー
- 天下御免トラック野郎 銀ちゃんの事件街道!（2016年、TBS） プロデューサー

### 映画
- サラリーマン金太郎（1999年、東宝） プロデューサー

### OVA
- ユンカース・カム・ヒア メモリーズ・オブ・ユー（1994年、テレビ朝日・木下プロダクション・バンダイビジュアル） プロデューサー